# Castle Howe

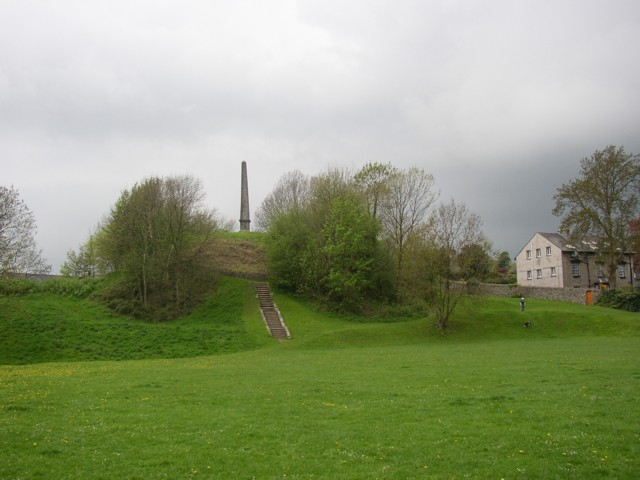
Der Mound von Castle Howe

Castle Howe ist eine abgegangene Burg in der Stadt Kendal in der englischen Grafschaft Cumbria.

## Geschichte

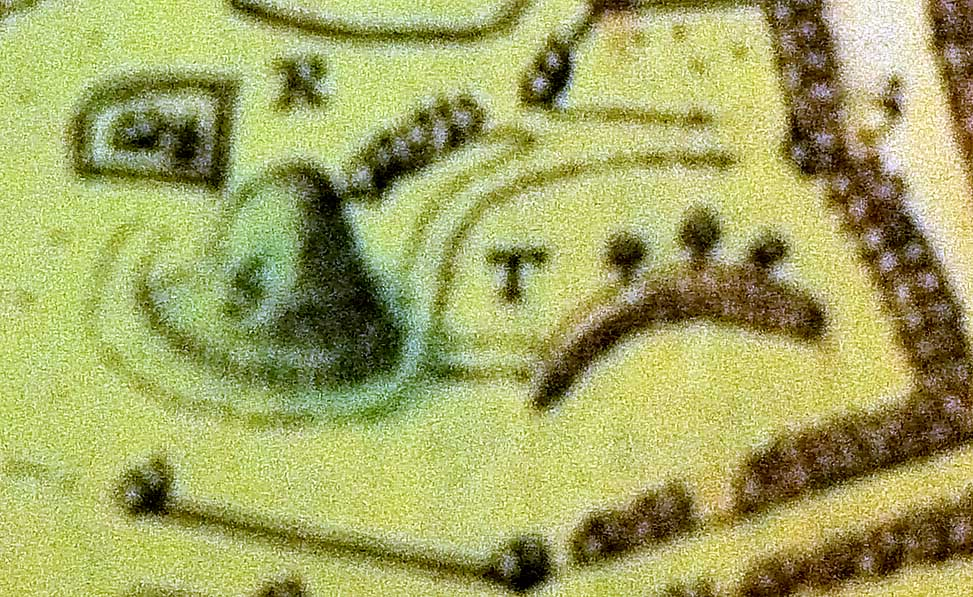
Abbildung des Castle Howe von John Speed aus dem Jahr 1611. Der Mound ist links zu sehen, die Vorburg rechts.

Die Motte wurde nach der normannischen Eroberung Englands errichtet, entweder im Jahre 1087 auf Geheiß des normannischen Adligen Ivo Taillebois oder irgendwann nach 1100 im Auftrag des Adligen Ketel. Der runde Mound der Burg war 11 Meter hoch und an seiner Basis 48 Meter im Durchmesser. Die Vorburg verlief entlang der umgebenden Hügel.
Die Burg wurde im 12. Jahrhundert aufgegeben, entweder von einem gewissen Gilbert oder von William de Lancaster. Die Vorburg wurde später zerstört, als auf dem Gelände ein Park angelegt wurde. Die heute noch erhaltenen Erdwerke werden vom South Lakeland District Council verwaltet. Am Fuße der früheren Motte hat man Informationstafeln angebracht.